# Казаци
Казаците (на украински: козаки; на руски: казаки; на полски: kozacy) са исторически и културно обособена славяноезична група (съсловие), населявала степната зона на Източна Европа.
Наименованието „казаци“ е споменато за пръв път в документ от 1395 г. Произлиза от тюркската дума quzzaq („авантюрист“ или „свободен човек“).
Първоначално името казаци се използва за полунезависими монголски групи, населяващи днешна Южна Украйна в началото на XV век. Названието се пренася върху славяните, бягащи от налагащото се в Украйна и Жечпосполита крепостничество в рядко населените територии северно от Черно и Каспийско море, включително в Кубан, а впоследствие и в Южна Украйна.
През XVI век те се консолидират около няколко центъра – (Дон, Яик, Волга, Днепър и Запорожие), които се превръщат във фактически независими военизирани републики.
Казашките общности са силно военизирани и през този период основна тяхна дейност е грабежът на съседните земи. Обект на нападенията им стават всички техни съседи – Жечпосполита, Великото московско княжество, Османската империя и нейното васално Кримско ханство. Казаците редовно нападат западното крайбрежие на Черно море, като при похода им от 1615 г. достигат до предградията на Константинопол. Когато привилегиите им са застрашени, казаците вдигат въстания. Така например, през 1649 г. запорожците се вдигат на въстание срещу Жечпосполита, което завършва с формирането на тяхна собствена държава – Казашко хетманство. Други известни въстания са водени от Стенка Разин, Кондратий Булавин и Емелян Пугачов.
Кралете на Жечпосполита полагат усилия да привлекат казаците на своя страна и ги натоварват със задача да охраняват границите. От началото на XVI век казаците от Украйна са интегрирани до голяма степен в сложната система на Полско-литовската държава, създавайки, например, регистърното казачество като официална държавна военна структура и обособено съсловие. Напрежението между казаци и поляци обаче нараства през първата половина на XVII вк, когато на казаците е отказано да получат статута на шляхтата, като в същото време се правят опити те да бъдат закрепостявани. Това довежда до голямото Въстание на Богдан Хмелницки, след което казаците се опитват да запазят автономията си, като се сближат с Москва и създават Казашкото хетманство. Запорожките казаци подписват договор с Русия през 1654, който гарантира тяхната автономия. Руснаците също ангажират казаците да пазят границите, а по-късно да завоюват нови територии за империята.
Поставени под московска протекция, казаците първоначално възстановяват свободите си, но с времето това постепенно се променя. В края на XVIII век казашките държави са присъединени към територията на Руската империя. Въпреки това казаците запазват известни привилегии, а по-високопоставените са включени в руското дворянство. Те играят важна роля в колонизацията на Кавказ, Сибир и Средна Азия, а казашките подразделения съставляват важна част от руската армия.
В началото на XX век казачеството е съсловие от военни, които охраняват държавните граници и съставляват 2,5% от населението на Руската империя. В районите с казашко население е силно развито местното самоуправление. Казаците се ползват с привилегии – те получават безплатно медицинско обслужване и образование.
По време на Руската гражданска война основната част от донските казаци воюват срещу болшевиките, а украинските – за независима Украйна (Украинска народна република).